# Shishpal Prakash Verma
Shishpal Prakash Verma (* 29. September 1988) ist ein ehemaliger indischer Leichtathlet, der sich auf den Mittelstreckenlauf spezialisiert hat.

## Sportliche Laufbahn
Erste internationale Erfahrungen sammelte Shishpal Prakash Verma im Jahr 2009, als er bei den Asienmeisterschaften in Guangzhou in 1:49,01 min den vierten Platz im 800-Meter-Lauf belegte. Bereits im Jahr darauf beendete er seine aktive sportliche Karriere im Alter von 21 Jahren.
In den Jahren 2009 und 2010 wurde Prakash Verma indischer Meister im 800-Meter-Lauf.

## Persönliche Bestleistungen
- 800 Meter: 1:48,07 min, 22. Oktober 2009 in Chennai
- 1000 Meter: 2:23,98 min, 14. Mai 2009 in Chennai